# Phrynosoma orbiculare
Phrynosoma orbiculare là một loài thằn lằn trong họ Phrynosomatidae. Loài này được Linnaeus mô tả khoa học đầu tiên năm 1758.

## Hình ảnh

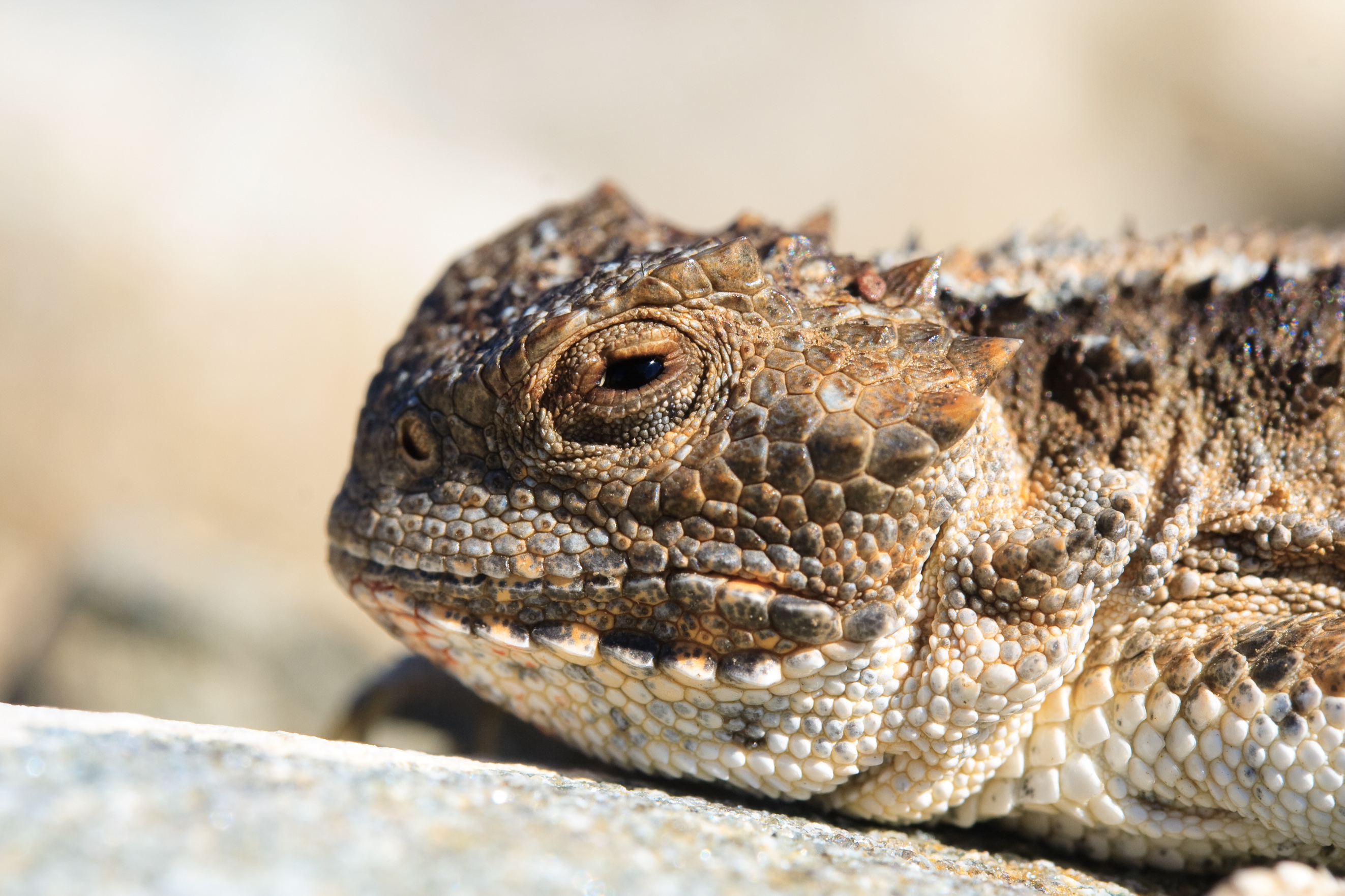
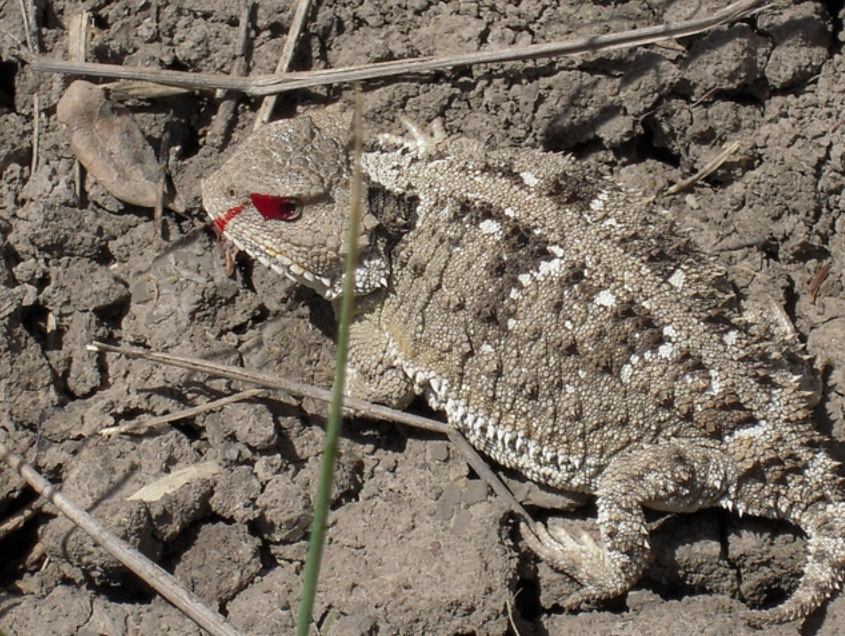
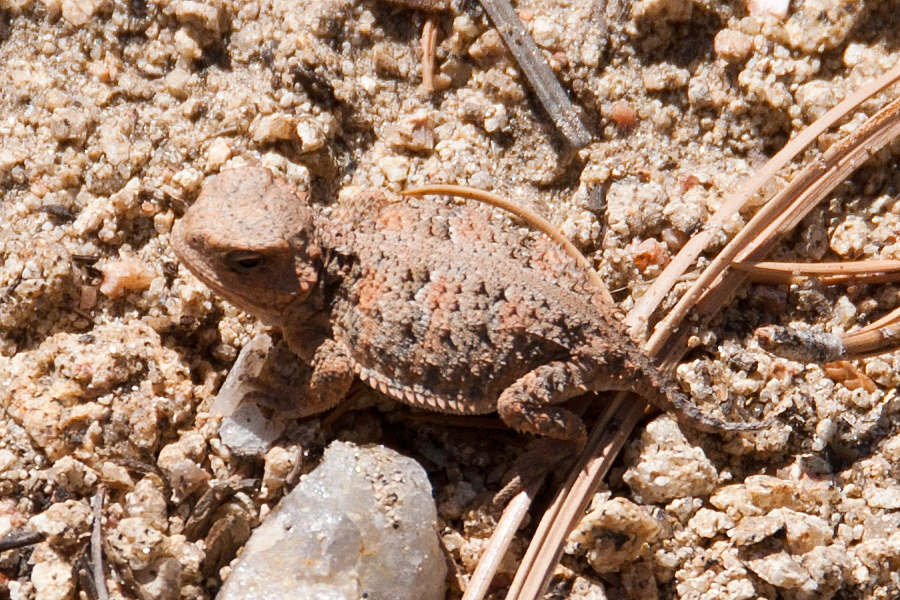